# Laia Tutzó
Laia Lluïsa Tutzó Moreno (Barcelona, 9 de octubre de 1980) es una deportista española que compitió en vela en las clases Yngling y 470.
Ganó una medalla de oro en el Campeonato Mundial de Yngling de 2002 y una medalla de bronce en el Campeonato Europeo de 470 de 2006. Participó en los Juegos Olímpicos de Pekín 2008, ocupando el décimo lugar en la clase 470 (junto con Natalia Vía-Dufresne).
Es licenciada en Derecho con diploma en Derecho de Deporte por la Universidad Autónoma de Barcelona. Tiene un máster en Gestión y Dirección del Deporte por la Fundación Instituto de Educación Continua (IDEC) de la Universidad Pompeu Fabra. Actualmente es la directora del proyecto Barcelona International Sailing Center.

## Palmarés internacional
| Campeonato Mundial | Campeonato Mundial | Campeonato Mundial | Campeonato Mundial |
| Año                | Lugar              | Medalla            | Clase              |
| ------------------ | ------------------ | ------------------ | ------------------ |
| 2002               | Brunnen ( Suiza)   | Medalla de oro     | Yngling            |

| Campeonato Europeo | Campeonato Europeo      | Campeonato Europeo | Campeonato Europeo |
| Año                | Lugar                   | Medalla            | Clase              |
| ------------------ | ----------------------- | ------------------ | ------------------ |
| 2006               | Balatonfüred ( Hungría) | Medalla de bronce  | 470                |